# Freiverkehr
Der Freiverkehr ist ein bestimmter Rechtsbegriff im Börsenwesen, der alle Wertpapiere umfasst, die nicht zum Börsenhandel im regulierten Markt zugelassen sind.

## Allgemeines
Damit ist der Freiverkehr ein Teilmarkt, auf dem nach der Legaldefinition des § 48 Börsengesetz Wertpapiere gehandelt werden, die nicht im regulierten Markt zugelassen sind. An den von der Deutschen Börse AG betriebenen Handelsplätzen, der Frankfurter Wertpapierbörse und dem Xetra-System, wird der Freiverkehr als Open Market bezeichnet. Ein Teilsegment des Open Market ist Scale. Das entsprechende Freiverkehrssegment an der Börse München heißt m:access, das analoge Freiverkehrssegment der Börse Düsseldorf nennt sich Primärmarkt.

## Historisches
Ab dem 17. Jahrhundert wurden Wertpapiere, die nicht in den offiziellen Börsenhandel einbezogen waren, auch auf dem Bürgersteig vor den Börsen gehandelt, oft neben örtlichen Glücksspielhäusern. Die Teilnehmer wurden „Bordsteinhändler“ genannt. Dies ist der historische Vorläufer des heutigen Freiverkehrs. Auch in den USA gab es im 19. Jahrhundert und in den frühen Jahren des 20. Jahrhunderts die sogenannten „Bordsteinbroker“ (engl. „curbstone broker“), daraus abgeleitet wird auch der heutige Begriff „Curb trading“, was in etwa äquivalent zum deutschen Begriff Freiverkehr ist.

## Handelsobjekte
Neben deutschen Aktien werden im Freiverkehr vor allem ausländische Aktien, Anleihen deutscher und ausländischer Emittenten sowie Zertifikate und Optionsscheine gehandelt. Der Freiverkehr zeichnet sich durch die folgenden Besonderheiten aus:
- die Kurse werden durch freie Makler ermittelt,
- Rechtsgrundlage sind die an den einzelnen Börsen geltenden Freiverkehrsrichtlinien,
- der Freiverkehr stellt keinen organisierten Markt im Sinne des Wertpapierhandelsgesetzes dar,
- die Wertpapiere dürfen nicht gleichzeitig im regulierten Markt zugelassen sein,
- im Freiverkehr notierte Gesellschaften sind keine börsennotierten Gesellschaften im Sinne des Aktienrechts.

Die getrennten Zulassungen führen dazu, dass der Freiverkehr einen Komplementärmarkt zum regulierten Markt darstellt.
Kreditinstitute und Aktionärsvereinigungen raten unerfahrenen Privatanlegern von im Freiverkehr gehandelten Wertpapieren ab, da diese wesentlich weniger Transparenz bieten und weniger kontrolliert werden als im regulierten Markt notierte Unternehmen.